# Sennevières

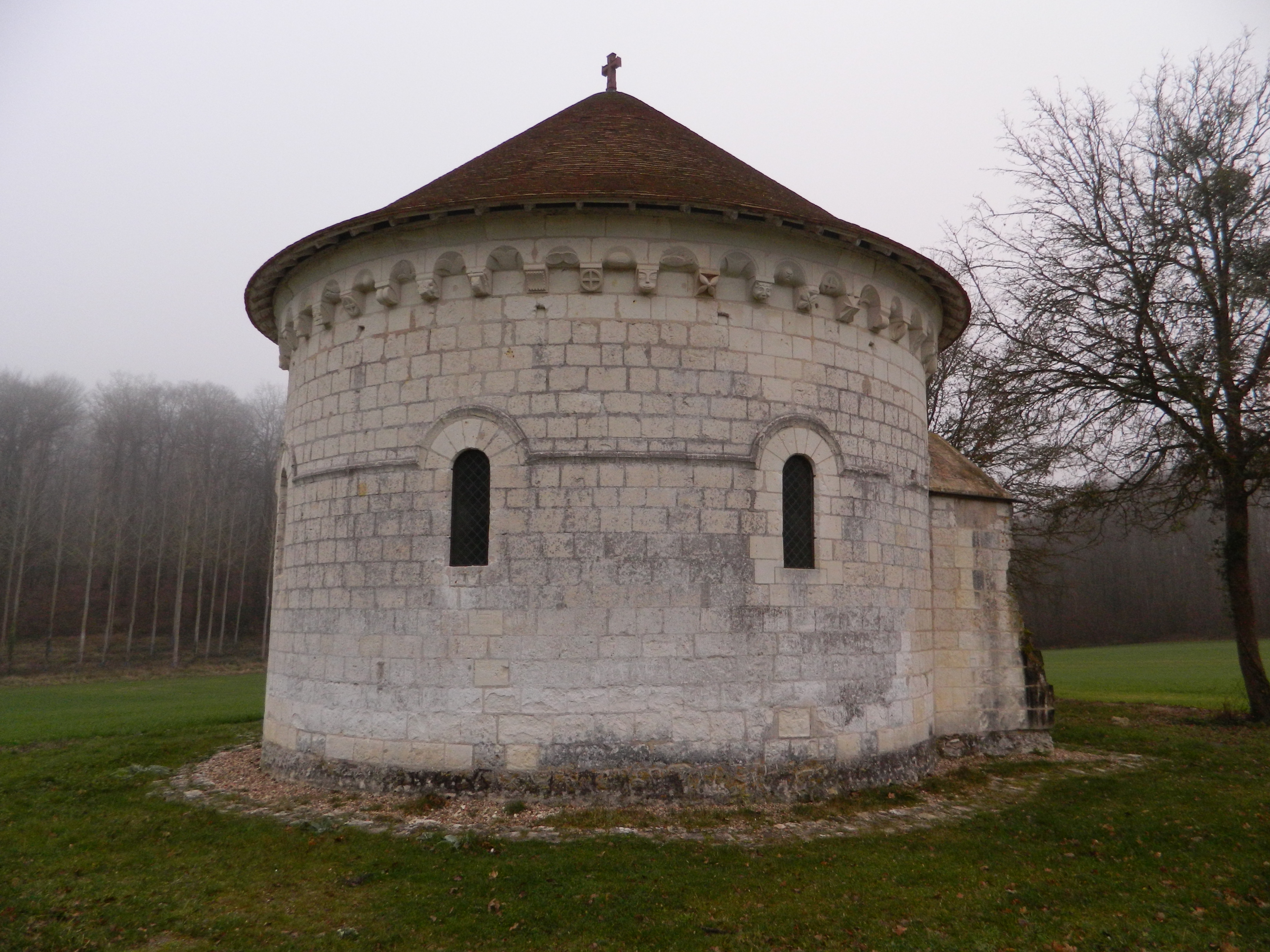
Kapel

Sennevières is een gemeente in het Franse departement Indre-et-Loire (regio Centre-Val de Loire) en telt 210 inwoners (1999). De plaats maakt deel uit van het arrondissement Loches.

## Geografie
De oppervlakte van Sennevières bedraagt 22,5 km², de bevolkingsdichtheid is 9,3 inwoners per km².
De onderstaande kaart toont de ligging van Sennevières met de belangrijkste infrastructuur en aangrenzende gemeenten.

## Demografie
Onderstaande figuur toont het verloop van het inwonertal (bron: INSEE-tellingen).